# قائمة التحالف الديمقراطي

ديموقراتيك أليانس ليست(بالعربية: قائمة التحالف الديمقراطي)، ويشار إليها أيضًا باسم ديموقراتيك أليانس فورسيز( قوى التحالف الديمقراطي) أو فقط ديموقراتيك أليانس( التحالف الديمقراطي)، كان ائتلافًا بدأ قبل انتخابات الحكومة المحلية الفلسطينية 2017؛ التي تقرر إجراؤها ببداية أكتوبر 2016، مكوناً من خمسة فصائل يسارية فلسطينية:
- الجبهة الشعبية لتحرير فلسطين
- الجبهة الديموقراطية لتحرير فلسطين (DFLP)
- حزب الشعب الفلسطيني
- الاتحاد الديمقراطي الفلسطيني (Fida)
- المبادرة الوطنية الفلسطينية (PNI)

إلى جانب العديد من المرشحين المستقلين غير المنتسبين. أُدير التحالف من قبل لجنة مركزية ومجلس استشاري. وعُين محمد حمرشة منسقا للتحالف.

## انطلاق
تم تقديم التحالف في مؤتمر صحفي في رام الله في 10 أغسطس 2016، برئاسة مصطفى البرغوثي( أمين عام PNI)، قيس عبد الكريم( نائب أمين عام DFLP)، بسام الصالحي ( أمين عام PPP)، خالدة جرار(PFLP)، وزهيرة كمال (Fida). وشددت جرار على أن التحالف سيعمل كقوة ثالثة؛ تسعى للتغلب على الانقسام بين فتح وحماس.
تم تسجيل ترشيحها رسميًا لدى لجنة الانتخابات المركزية في 16 أغسطس 2016، وهو اليوم الأول للتسجيل. تم تخصيص حرف ألف(أ) للتحالف- أول حرف في الأبجدية العربية- كرمزه في الاقتراع.

## الحملة والقوائم
في ليلة 23 آب / أغسطس 2016، يُقال أن مسلحين مجهولين أطلقوا النار على مقر نور الدين خلف، المرشح الأول للتحالف في بلدية برقين بمحافظة جنين.
في 25 آب 2016، قدم التحالف إلى لجنة الانتخابات المركزية قائمة مرشحيه لـقطاع غزة، وأشار إلى أن ماجدة المصري ستترأس قائمته في بلدية نابلس. وفي بلدية جنين، رشح التحالف ناشط الـ PNI محمد أبو الهيجا كأول مرشح له.
وفي بلدية البيرة، صرح التحالف أنهم كانوا مستمرين في العمل بقائمة "البيرة للجميع" السابقة منذ الانتخابات السابقة. عُين جمال النصار في رقم واحد في قائمة التحالف بالبلدية.

## تأجيل الاقتراع
في 8 سبتمبر 2016، أجلت محكمة العدل العليا في رام الله الانتخابات المحلية إلى أجل غير مسمى. وانتقدت قائمة التحالف الديمقراطي والأحزاب المكونة له حكم المحكمة.

## نتائج الانتخابات
في الانتخابات، التي جرت في 13 مايو 2017، فاز التحالف بخمسة مقاعد من أصل 3،253 مقعدًا متنافسًا عليه، وحصل على 0.32٪ من الأصوات.

## الرمز
رمز قائمة التحالف الديمقراطي يشبه حمامة بألوان وطنية فلسطينية، مع رأس على شكل رمز اقتراع القائمة؛ حرف الألف.يقول النص "فلسطين تستحق التحالف الديمقراطي".